# Cebu City
Cebu City (cebuánsky: Dakbayan sa Sugbo; filipínsky: Lungsod ng Cebu) je město nacházející se na filipínském ostrově Cebu. Je to správní centrum provincie Central Visayas. Jedná se o významný filipínský přístav a ekonomické centrum Visayských ostrovů. V roce 2022 zde žilo přibližně 964 tisíc obyvatel a město je tedy populací šesté největší na Filipínách. Metropolitní oblast má přes 3 miliony obyvatel.

## Historie
Název města je odvozen podobně jako název celého ostrova od starocebuánského sibu/sibo (obchod), tedy zkráceniny sinibuayng hingpit (tržiště). V historických záznamech čínské dynastie Ming se objevuje název Sokbu (束務), které se přeneslo přes Hokkien z jiného starocebuánského názvu pro Cebuánský radžanát Sogbu, pravděpodobně pocházející z válečné politky radži Šrí Lumaje, známé svým tvrdým přístupem během válek proti morským pirátům (Kang Sri Lumayng Sugbu, ten ze Šrí Lumajova ohně).
Oblast města byla osídlena během radžanátu, na dnešním severním okraji města se nacházelo jeho hlavní město Singhapala, založené radžou Šrí Lumajem. Singhapala byla centrem obchodu radžanátu, z této skutečnosti pravděpodobně vychází i pojmenování města (viz výše).

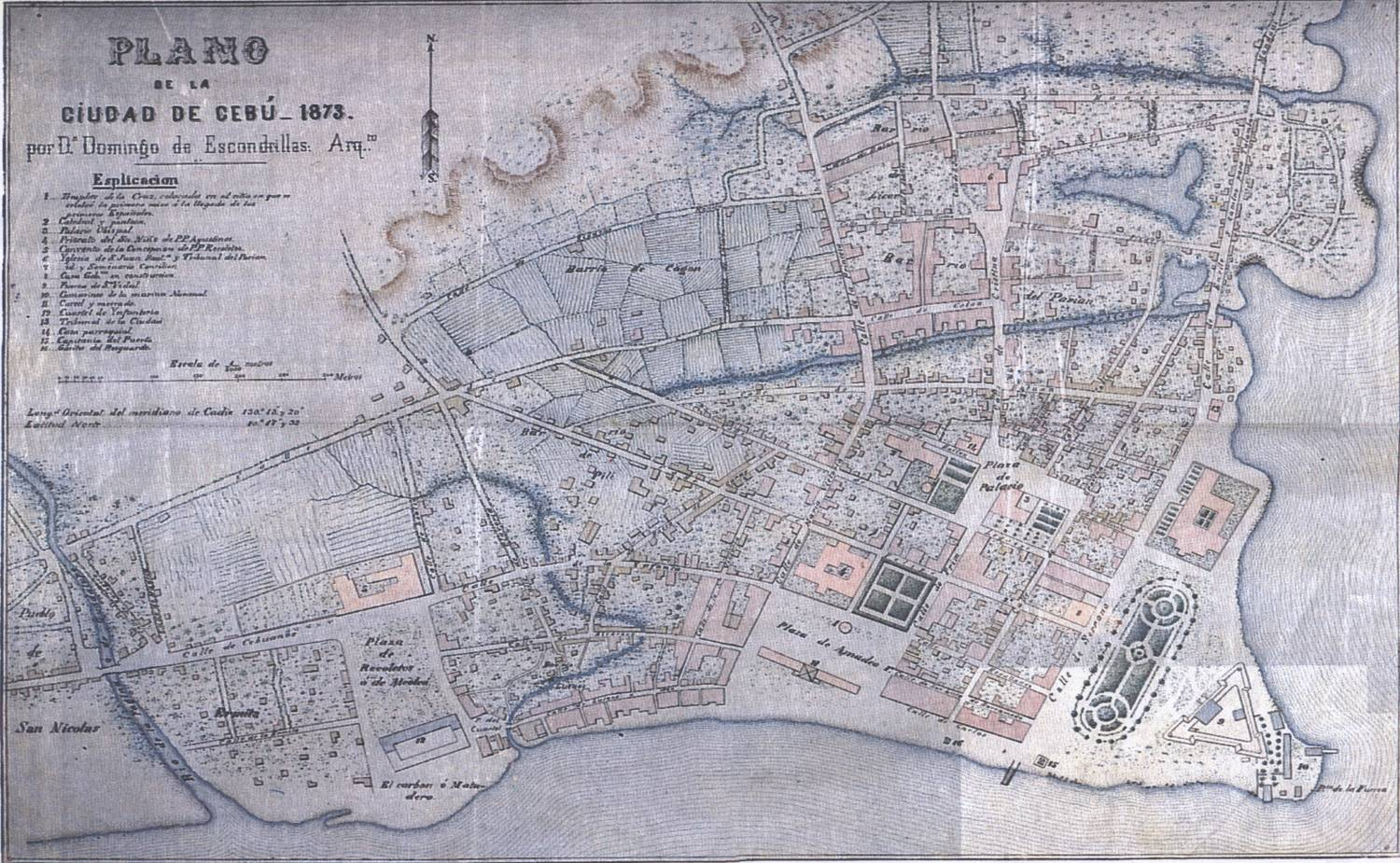
Mapa Cebu City z roku 1873

7. dubna 1521 na území dnešního Cebu City přistála výprava Ferdinanda Magellana. Po přijetí radžou Humabonem nicméně odmítl Magellana přijmout náčelník Lapu-Lapu, což nakonec vyústilo v bitvu o Mactan, ve které samotný Magellan padl. Španělé se pokusili ostrov několikrát neúspěšně kolonizovat až do roku 1565, kdy jej osídlili conquistadoři vedení Miguelem Lópezem de Legazpi. Ti zde také založili pevnost San Pedro.
Město bylo během druhé světové války okupováno japonskými císařskými vojsky a během března a dubna 1945 bylo osvobozeno vojsky americkými.
Na přelomu 80. a 90. let 20. století se město a jeho okolí stalo středem rapidního hospodářského rozvoje díky většímu rozpočtu investovanému do nové infrastruktury. Tento trend získal označení „Ceboom“.

## Turismus a kultura
Mezi vyhledávané turistické cíle Cebu City patří pevnost San Pedro zbudovaná španělskými kolonisty, pavilon s památným křížem, který ve městě vztyčil mořeplavec Ferdinand Magellan, nebo basilika minor, ve které se nachází nejstarší filipínská soška Jezulátka, kterou místním obyvatelům darovala Magellanova výprava. Ve městě se nachází mnoho muzeí, například Museo Sugbo dokumentující historii ostrova, bývalá arcibiskupská rezidence Casa Gorordo nebo muzeum Univerzity svatého Karla. Cestovatelský průvodce Lonely Planet vyzdvihuje Cebu City mimo historické pamětihodnosti také pro jeho noční život a restaurace. Ve městě se každoročně koná vždy třetí neděli v lednu nábožensko-kulturní festival Sinulog připomínající cebuánské Jezulátko.
Cebu City obsluhuje letecky mezinárodní letiště Mactan-Cebu, které je druhé nejvytíženější na celých Filipínách a s postupnými renovacemi a rozšiřováním jeho dopravní význam roste.

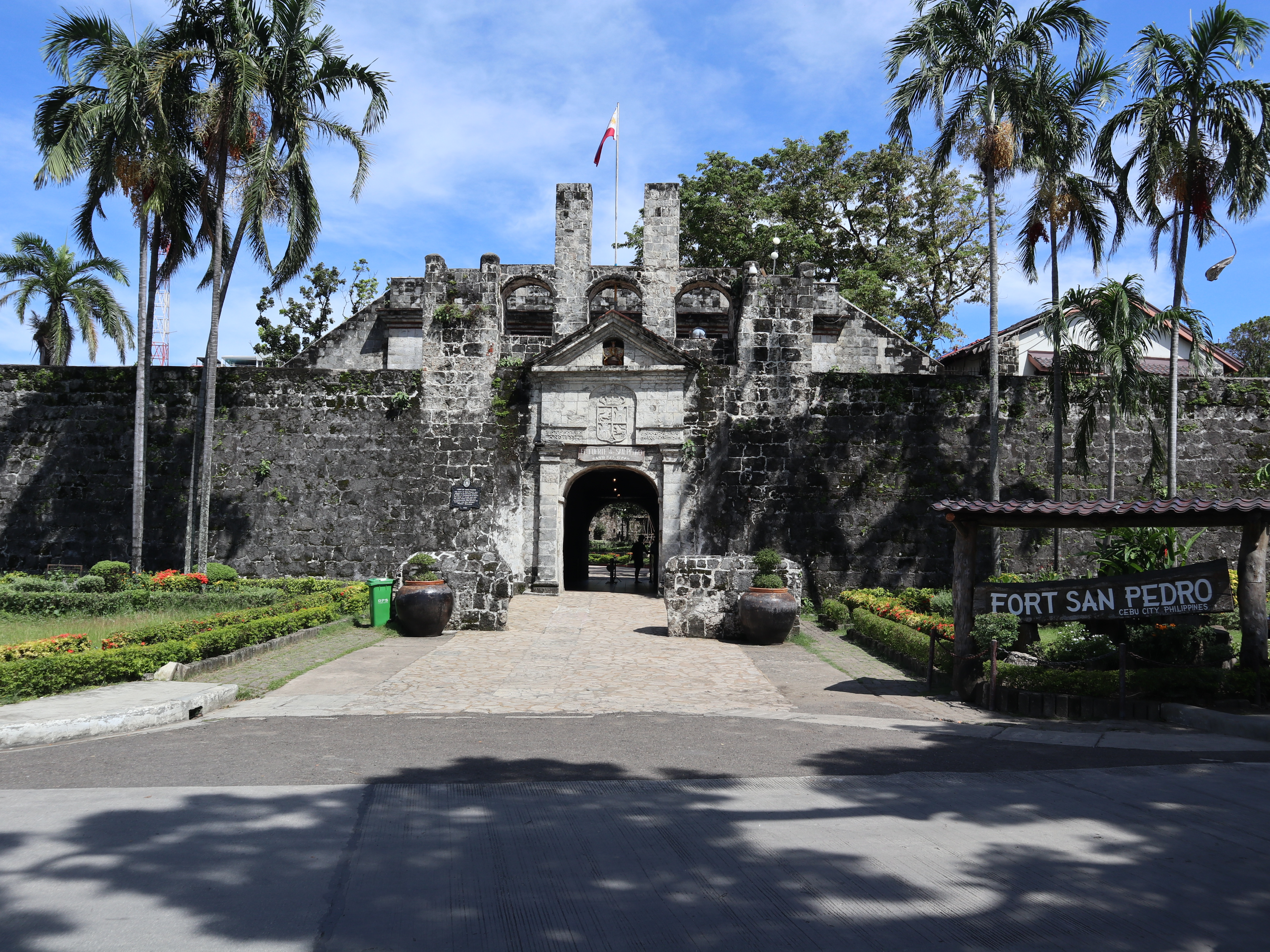
Pevnost San Pedro
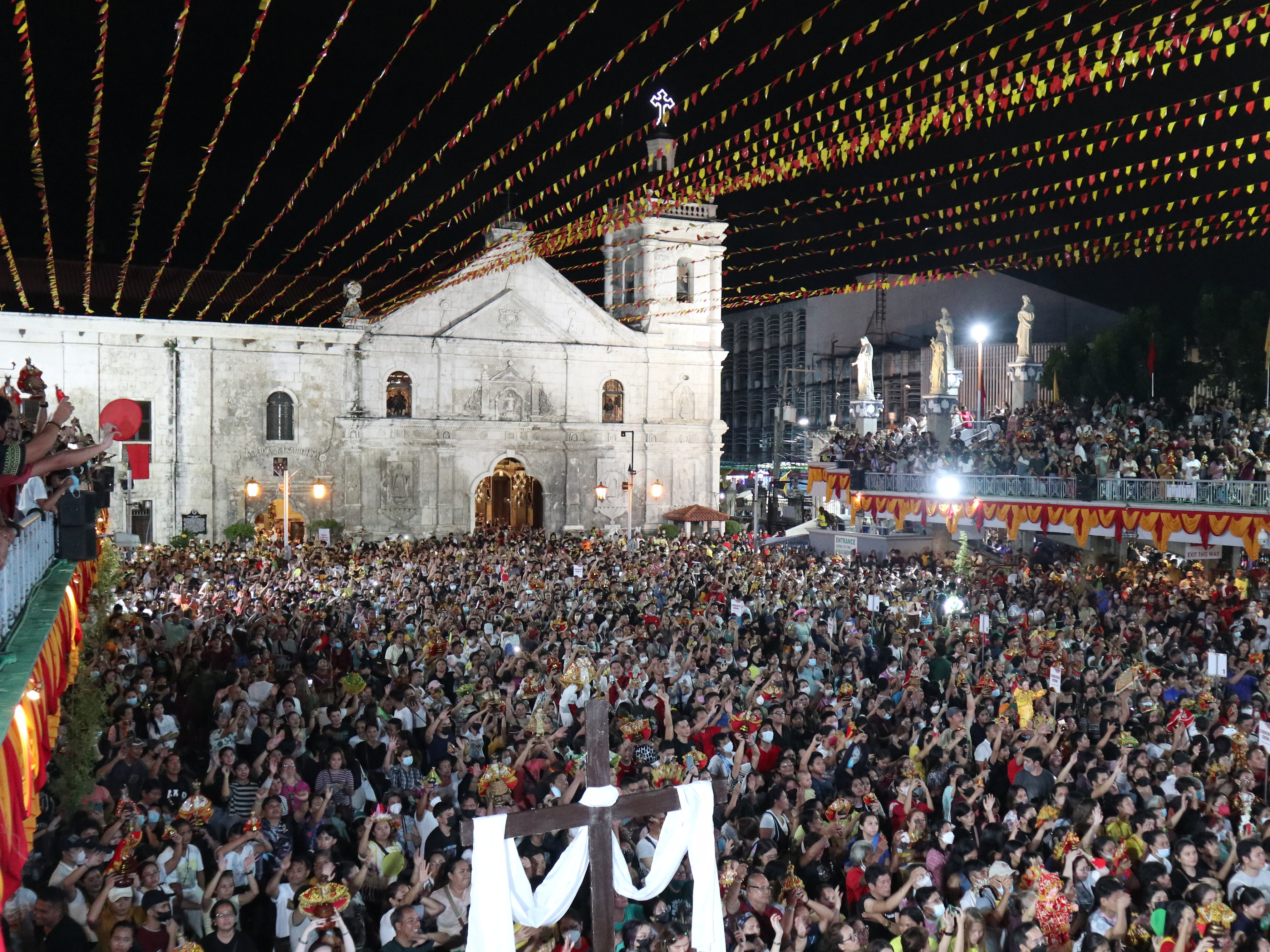
Basilica minor během svátku Sinulog
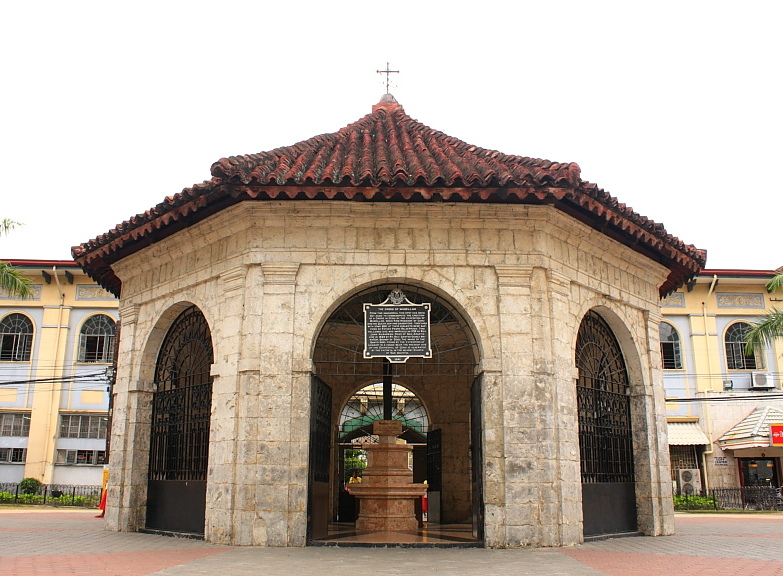
Pavilon s Magellanovým křížem
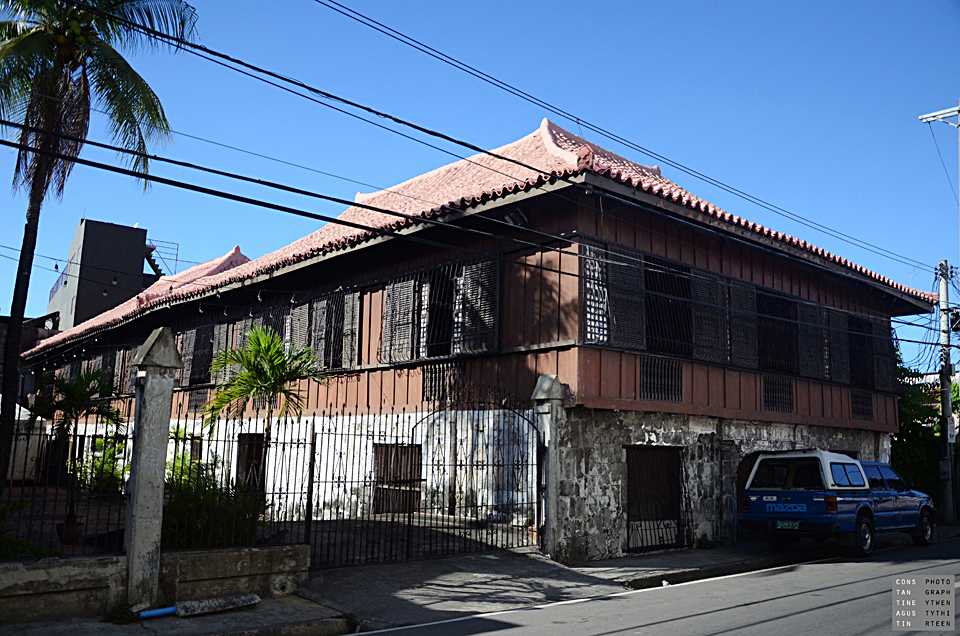
Bývalá arcibiskupská rezidence Casa Gorordo
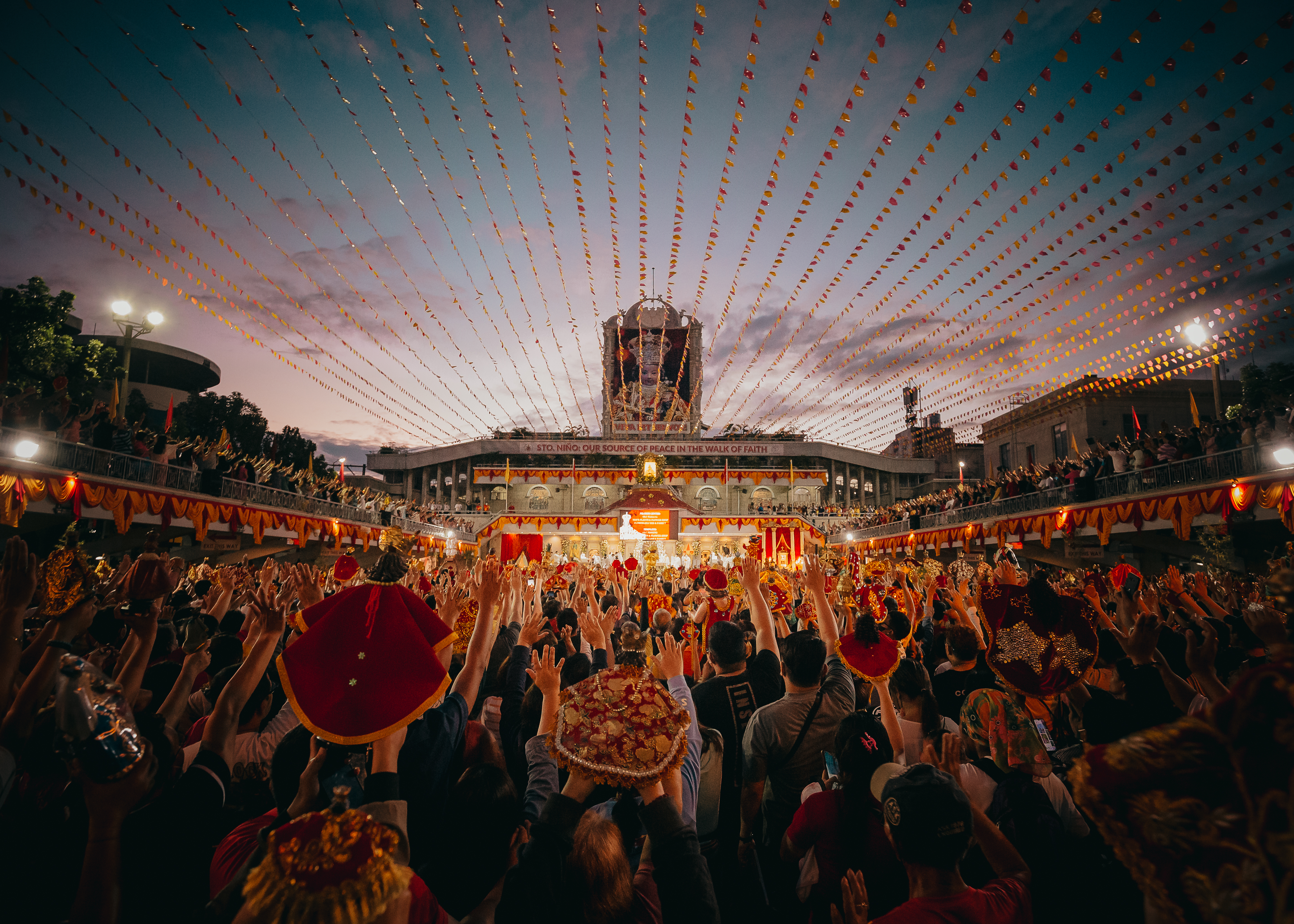
Festival Sinulog
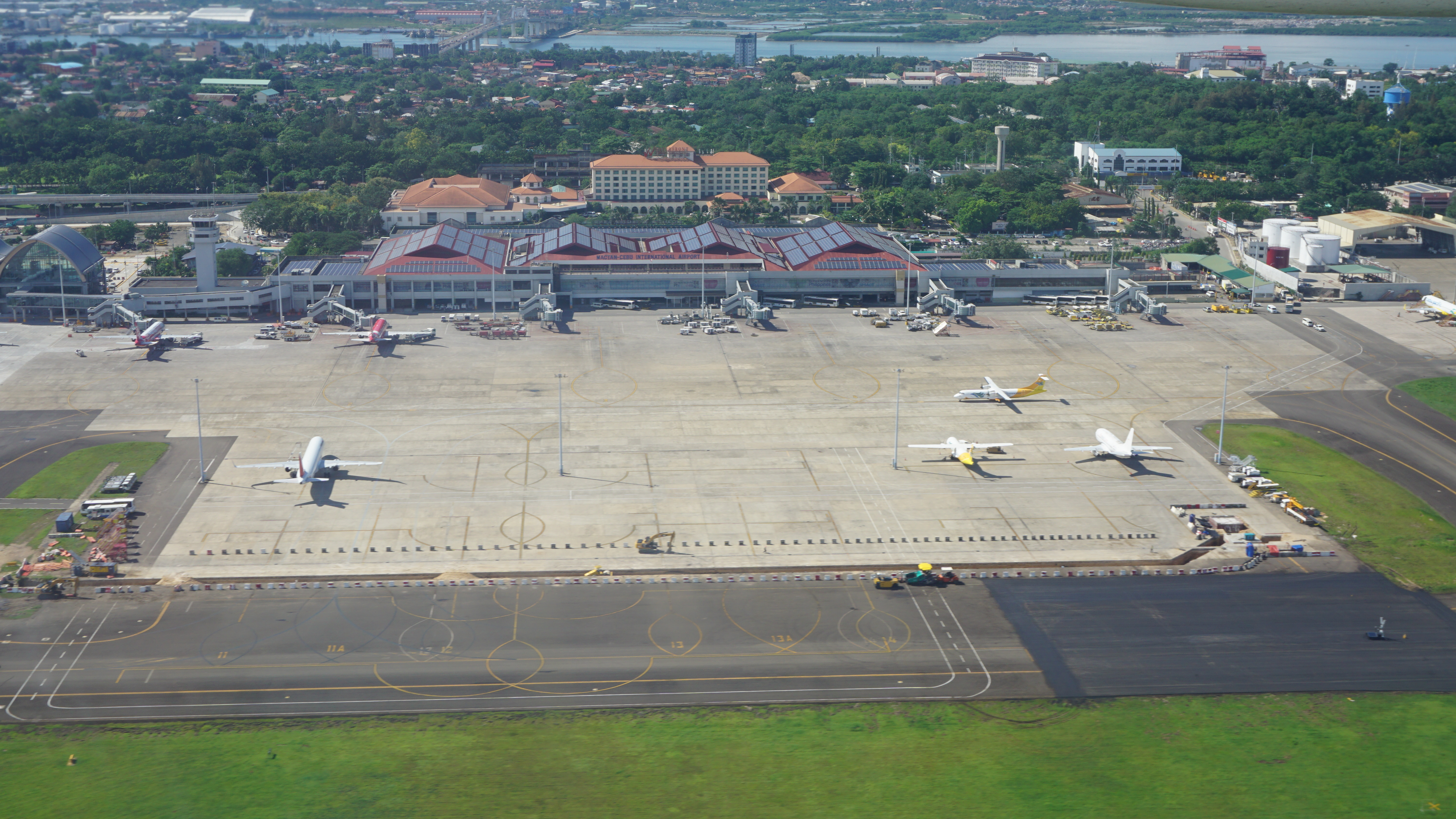
Mezinárodní letiště Mactan-Cebu